# ハワイ地震 (2018年)
ハワイ地震（ハワイじしん、2018 Hawaii earthquake）は、現地時間 2018年5月4日12:33（22:32 UTC）に、ハワイ諸島ハワイ島で発生したマグニチュード 6.9の地震である。震源は4月下旬から地震および火山活動が活発になっていたキラウエア火山の南側の山腹で、深さは5km。また、この地域では1975年にも大きな地震が発生している。最大震度はメルカリ震度階級でVIII（きわめて強い）を観測した。
5月3日の17時頃にキラウエア火山が噴火したことを受け、周辺住民1,700人に避難命令が出されており、人的被害は出ていない。噴火により、デービッド・イゲ ハワイ州知事は非常事態を宣言した。
この地震では小さな津波が発生した。カポホでは40 cm、ヒロでは20 cm、ホヌアポでは15 cmの津波を観測した。

## 被害

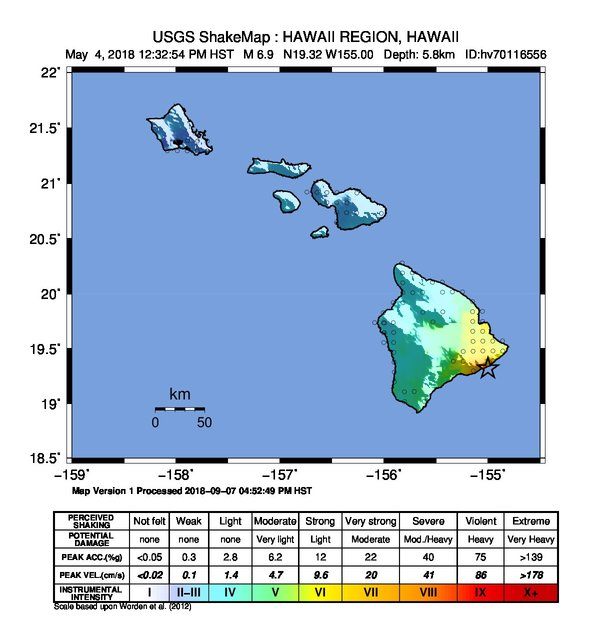
震度マップ
余震の分布
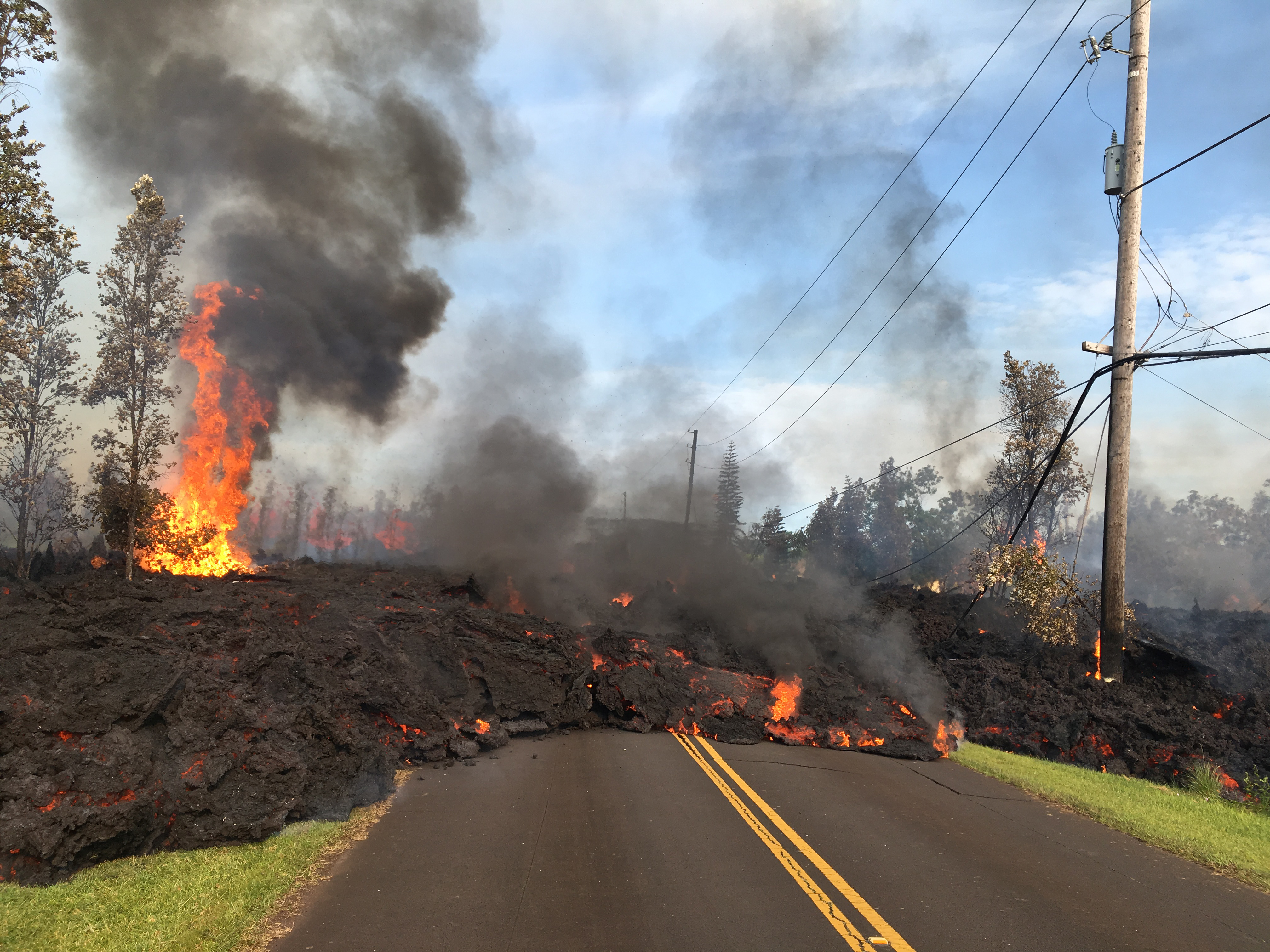
噴火により流れる溶岩